# Arinia boreoborneensis
Arinia boreoborneensis е вид коремоного от семейство Diplommatinidae. Видът е критично застрашен от изчезване.

## Разпространение
Разпространен е в Малайзия (Сабах).